# GAL-021
GAL-021 là một loại thuốc liên quan đến almitrine, hoạt động như một chất kích thích hô hấp, với cơ chế hoạt động chủ yếu được cho là liên quan đến việc chặn kênh kali BKCa, mặc dù các cơ chế thứ cấp cũng có thể tham gia. Nó được phát triển bởi Galleon Pharmaceuticals, và đang được thử nghiệm trong các thử nghiệm lâm sàng về các ứng dụng tiềm năng trong chăm sóc hậu phẫu, cũng như nói chung là để chống trầm cảm hô hấp có thể là tác dụng phụ của thuốc giảm đau opioid.